# Metallyticus
Metallyticus ist eine Gattung der Fangschrecken, es ist die einzige Gattung der (damit monotypischen) Familie der Metallyticidae. Metallyticus gilt als morphologisch ursprüngliche Reliktgruppe, die zahlreiche plesiomorphe Merkmale der Stammgruppe der Fangschrecken bewahrt hat.

## Merkmale
Es handelt sich um relativ kleine Fangschrecken mit einer Körperlänge etwa zwischen 13 und 31 Millimeter. Der Körper ist in Aufsicht oval, dorsoventral (von oben nach unten) etwas abgeflacht und sehr auffallend metallisch irisierend blaugrün gefärbt. Eine vergleichbare Färbung kommt bei anderen Fangschrecken nicht vor. Der relativ kleine Kopf wird mit den Mundwerkzeugen nach vorne (prognath) getragen, er trägt große, halbkugelig vorstehende Komplexaugen, die Ocellen sind klein und weit auseinander stehend. Das Pronotum ist weniger als zweimal so lang wie breit, die auffallende Verlängerung der „höheren“ Fangschrecken ist nicht ausgebildet. Die, wie typisch für die Ordnung, zu Fangbeinen umgebildeten Vorderbeine sind relativ massiv und gedrungen, der Femur etwa von gleicher Länge wie die Coxen, die Tibia kürzer als dieser. Der Femur ist proximal auf der Unterseite stark erweitert und dadurch von dreieckigem Umriss, er trägt, wie die Tibien, zwei Reihen starker Dornen, die zum Festhalten der Beute dienen. Der erste Dorn der Femora ist stark verlängert, dies gilt als diagnostisches Merkmal der Gattung und Autapomorphie. Die Flügel werden in Ruhelage flach ausgebreitet auf dem Rücken getragen, sie sind bei den Männchen länger als bei den Weibchen und überragen bei ihnen die Hinterleibsspitze; es sind aber beide Geschlechter geflügelt und wohl auch flugfähig. Die Vorderflügel sind zu derben Deckflügeln (Tegmina) umgebildet, sie sind metallisch schillernd blaugrün, rot oder gelb gefärbt. Die Flügeladerung gilt als ursprünglichste unter den Fangschrecken und ähnelt derjenigen von Schabenarten. Die Hinterflügel sind hyalin oder rauchig getrübt und kürzer als die Vorderflügel, aber durch einen erweiterten Analfächer breiter als diese. In Ruhelage wird der Hinterflügel nur einmal längs eingefaltet. Beim stark abgeflachten Hinterleib sind zehn Tergite sichtbar. Am Hinterleibsende sitzen lange, vielgliedrige Cerci.

## Biologie und Lebensweise
Über die Lebensweise der Metallyticus-Arten ist wenig bekannt. Die einzigen publizierten Beobachtungen im Freiland stammen von dem britischen Entomologen Robert Walter Campbell Shelford. Demnach leben die Tiere auf Baumrinde, wo sie, möglicherweise spezialisiert, Jagd auf Schaben machen; oft wären sie in Ritzen unter loser Rinde anzutreffen. Anders als andere Fangschrecken liegt der Körper beim Laufen auf der Oberfläche flach auf, der Vorderkörper wird also nicht erhoben getragen. Auch die Larven zeigen einen ähnlichen Laufstil, der Hinterleib wird nicht nach oben eingekrümmt. Die Tiere können schnell rennen und sind vermutlich eher Jäger als Lauerer.

## Verbreitung
Metallyticus lebt im tropischen Ostasien, in der orientalischen Faunenregion. Die meisten Funde stammen aus Indonesien (beiderseits der Wallace-Linie) und Malaysia, von Borneo, Sumatra, Java und der malaiischen Halbinsel, daneben gibt es Fundangaben von der Südwestküste Indiens. Eine zweifelhafte Fundortangabe bezieht sich möglicherweise auf ein Vorkommen auch in Nordindien oder Pakistan, dies ist aber nicht gesichert. Die Art lebt in Wäldern, wobei neben typischen Tieflands-Regenwäldern möglicherweise auch Sekundärwälder angenommen werden. Die höchsten Fundorte erreichten 2000 Meter Höhe.

## Systematik
Die Gattung umfasst fünf Arten:
- Metallyticus fallax Giglio-Tos, 1916
- Metallyticus pallipes Giglio-Tos, 1917
- Metallyticus semiaeneus Westwood, 1889
- Metallyticus splendidus Westwood, 1835 (Typusart)
- Metallyticus violaceus Burmeister, 1838

Sie steht innerhalb der Mantodea taxonomisch isoliert, so dass sie in eine eigene Familie Metallyticidae gestellt wird. Diese bildet, gemeinsam mit den Gattungen Mantoidea und Chaeteessa die „basalen“ Fangschrecken, die durch zahlreiche plesiomorphe Merkmale, am auffallendsten durch das kurze, nicht verlängerte Pronotum, von den anderen Vertretern der Ordnung unterschieden sind. Die wahrscheinlichste phylogenetische Position der Metallyticidae ist die als Schwestergruppe zu den „höheren“ Fangschrecken. Darauf deuten etwa Untersuchungen der männlichen Genitalanhänge oder auch weitere morphologische Merkmale hin. Gensequenzen oder andere molekulare Daten liegen derzeit nicht vor.